# Birgit Radochla
Birgit Radochla (Döbern, 31 gennaio 1945) è un'ex ginnasta tedesca.

## Palmarès

### Olimpiadi
- 1 medaglia[1]: 
  - 1 argento (Tokyo 1964 nel volteggio)

### Europei
- 3 medaglie[2]:
  - 1 argento (Sofia 1965 nel corpo libero)
  - 2 bronzi (Sofia 1965 nella trave; Sofia 1965 nell'all-around)